# Hubert Hurkacz
Hubert Hurkacz (phát âm tiếng Ba Lan: [ˈxubɛrt ˈxurkatʂ]; sinh ngày 11 tháng 2 năm 1997) là một vận động viên quần vợt chuyên nghiệp người Ba Lan.
Hurkacz có thứ hạng đánh đơn cao nhất là vị trí số 8 trên thế giới vào ngày 29 tháng 1 năm 2024, và hiện đang là tay vợt nam số 1 Ba Lan. Hurkacz là tay vợt Ba Lan đầu tiên giành được danh hiệu đơn ATP Masters 1000 tại giải Miami Open 2021.
Hubert Hurkacz giành Masters thứ hai trong sự nghiệp, khi thắng Andrey Rublev 6-3, 3-6, 7-6(8) ở chung kết ATP 1000 tại Thượng Hải ngày 15/10/2023.
Ở hạng trẻ, Hurkacz từng vào chung kết đôi nam trẻ Úc Mở rộng 2015. Năm 2018, anh vượt qua vòng loại giải Next Gen ATP Finals tổ chức tại Milan, nơi anh thắng trước Jaume Munar và thua trước Frances Tiafoe và Stefanos Tsitsipas. Năm 2019, anh giành danh hiệu ATP đầu tiên tại Winston-Salem, đánh bại Benoît Paire trong trận chung kết. Kết quả tốt nhất của anh ở Grand Slam là vào bán kết tại giải Wimbledon năm 2021.